# ±
± (někdy psáno též +−, čteno plus mínus) je matematický symbol, který má více významů:
- Ve statistice, experimentálních vědách a technice obvykle označuje rozmezí hodnot; před znaménkem se uvádí základní hodnota a za znaménkem se uvádí hodnota možné (maximální) odchylky (například chyby).
- V matematických výrazech značí alternaci dvou hodnot. Hodnoty vyjádřené se znaménkem + a hodnoty vyjádřené se znaménkem −. Symbol ∓ pak je k němu opačný, tj. {\displaystyle -(a\pm b)=(-a\mp b)}.
- V chemii se používá symbol (±) jako prefix (stereodeskriptor) v názvech racemických směsí.
- V šachovém zápise označuje výhodu bílého hráče. Pro výhodu černého hráče se používá komplementární symbol ∓.

Verzi obsahující francouzské slovo „ou“ (ve významu „nebo“) použil v matematickém zápise Albert Girard v roce 1626. Moderní formu symbolu použil William Oughtred ve svém díle Clavis Mathematicae (1631).